# Robin (nome)
Robin  è un nome proprio di persona inglese, olandese e svedese maschile e femminile.

## Varianti
- Inglese
  - Maschili: Robyn, Robbin
  - Femminili: Robyn[2], Robina[1], Robena[1]

## Origine e diffusione
Era originariamente un diminutivo francese antico del nome Roberto, il quale è composto dai termini germanici hrob ("fama") e beraht ("brillante").
Divenuto molto popolare grazie alla figura di Robin Hood, di recente in inglese viene usato anche come nome femminile, forse anche in riferimento al termine inglese robin ("pettirosso", derivante anch'esso dal nome).

## Onomastico
Il nome è adespota, cioè non è portato da alcun santo. L'onomastico quindi si festeggia il giorno di Ognissanti, che è il 1º novembre, oppure lo stesso giorno di Roberto.

## Persone

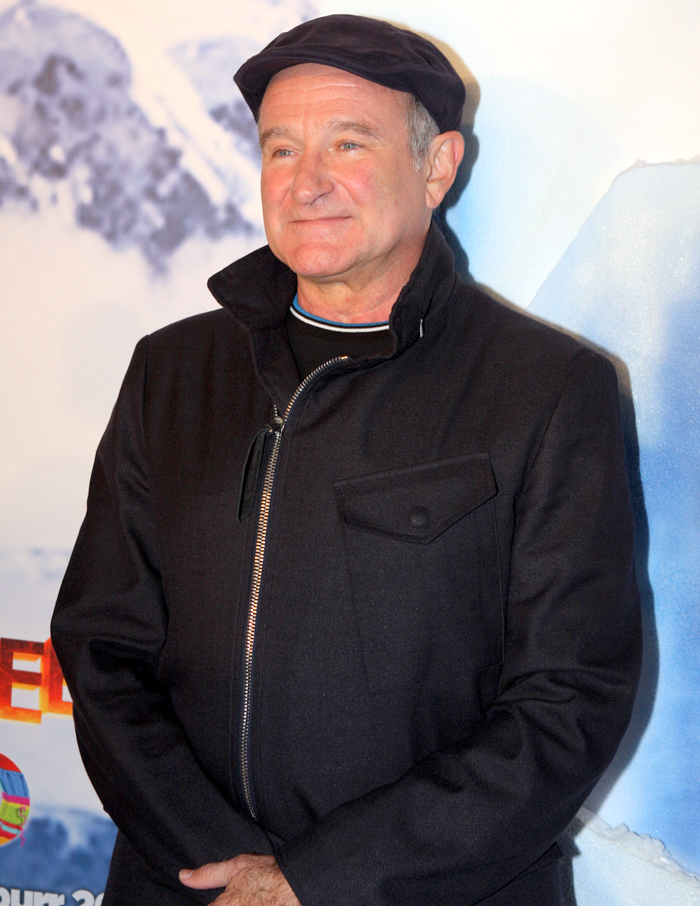
Robin Williams

### Maschile
- Robin Bengtsson, cantante svedese
- Robin Cook, politico britannico
- Robin Finck, chitarrista statunitense
- Robin Frijns, pilota automobilistico olandese
- Robin Gibb, cantante, compositore, arrangiatore e produttore britannico
- Robin Gosens, calciatore tedesco
- Robin Herd, ingegnere britannico
- Robin Söderling, tennista svedese
- Robin Thicke, cantante, cantautore, compositore e attore statunitense
- Robin van Persie, calciatore olandese
- Robin Warren, scienziato e medico australiano
- Robin Williams, comico, attore cinematografico e attore televisivo statunitense

### Varianti maschili

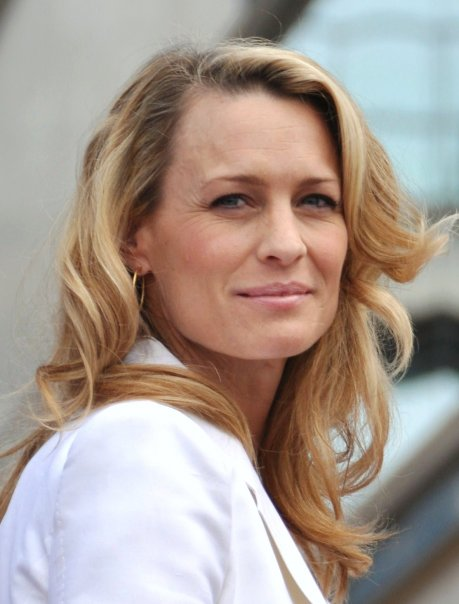
Robin Wright

- Robbin Crosby, chitarrista statunitense
- Robyn Mason Dawes, psicologo e saggista statunitense.
- Robbin Harms, pilota motociclistico danese

### Femminile

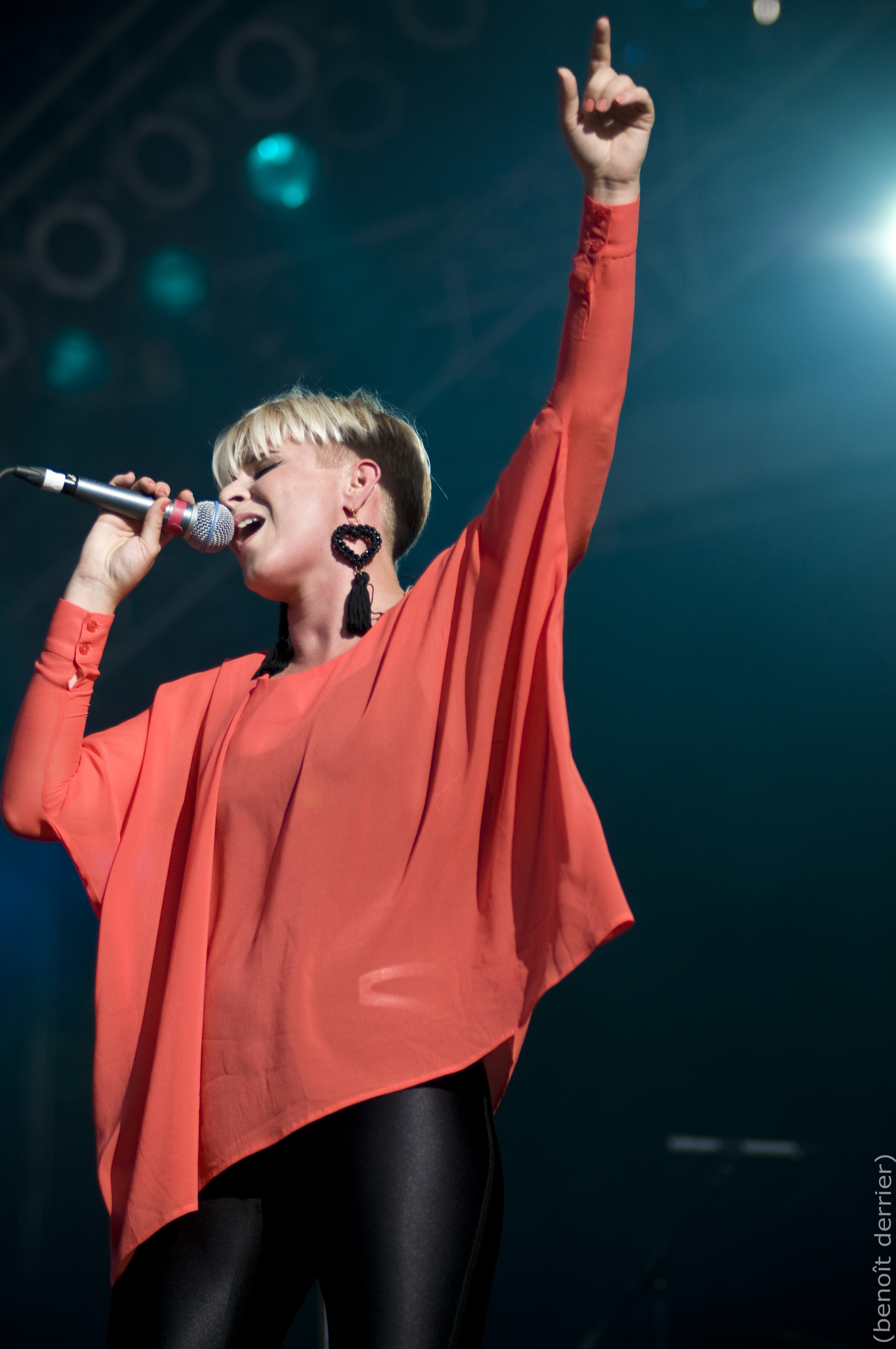
Robyn

- Robin Antin, ballerina, coreografa e conduttrice televisiva statunitense
- Robin Hobb, scrittrice statunitense
- Robin Tunney, attrice statunitense
- Robin Wright, attrice statunitense

### Variante femminile Robyn
- Robyn, cantautrice svedese
- Robyn Ah Mow, pallavolista statunitense
- Robyn Erbesfield, arrampicatrice statunitense
- Robyn Rihanna Fenty, vero nome di Rihanna, cantante barbadiana
- Robyn Thorn, nuotatrice australiana

## Il nome nelle arti
- Robin Ellacott è un personaggio dei romanzi della serie di Cormoran Strike, scritti da J. K. Rowling.
- Robin Goodfellow è un altro nome con cui è conosciuto Puck, folletto del folklore inglese.
- Robin Hood è un famoso eroe popolare inglese.
- Robin Mask è un personaggio del manga Ultimate Muscle.
- Robin Scherbatsky è un personaggio della sit-com How I Met Your Mother.
- Robin Wood è un personaggio della serie televisiva Buffy l'ammazzavampiri.
- Nico Robin è una dei protagonisti del manga One Piece.